# 山田龍之介
山田 龍之介（やまだ りゅうのすけ、1991年10月12日 - ）は、ジャパンラグビーリーグワン日本製鉄釜石シーウェイブスに所属するラグビー選手。

## プロフィール
- 北海道出身[1]。
- ポジションはロック(LO)。
- 身長 187 cm、体重 108 kg
- ニックネームはリュウ、ドラゴン。
- U20日本代表候補に選ばれたことがある[2]。

## 略歴
高校からラグビーを始めた。
2010年、大泉高校卒業後、立教大学に入学する。
2013年、立教大学ラグビー部の副将に就任した。
2014年、立教大学卒業後、NECグリーンロケッツ(現・NECグリーンロケッツ東葛)に加入。
2016年8月27日に行われたジャパンラグビートップリーグ第1節のリコーブラックラムズ戦に途中出場で公式戦初出場を果たす。
2019年、釜石シーウェイブス(現・日本製鉄釜石シーウェイブス)に加入。

## MV出演
- Carnavacation「だれも知らない」[8]。